# Calotes irawadi
Calotes irawadi är en ödleart som beskrevs av  Zug, Brown SCHULTE och VINDUM 2006. Calotes irawadi ingår i släktet Calotes och familjen agamer. Inga underarter finns listade.